# Vincenzo Bettoni
Vincenzo Bettoni (Melegnano, 1º luglio 1881 – Melegnano, 4 novembre 1954) è stato un basso italiano.

## Biografia
Debuttò nel 1902 a Pinerolo nel ruolo di Silva nell'Ernani di Giuseppe Verdi, e si affermò in tutti i più grandi teatri italiani e stranieri.
Cantò al Teatro alla Scala di Milano dal 1926 al 1940, specialmente in ruoli di basso brillante o di buffo.
Nel 1934 a Glyndebourne fu Don Alfonso in Così fan tutte di Mozart, e cantò al Covent Garden di Londra dal 1935, nei ruoli di: Mustafà (L'italiana in Algeri di Rossini), Don Magnifico (La Cenerentola, dello stesso), Colline (La bohème di Puccini) e Sam (Un ballo in maschera di Verdi).
Nel 1929 cantò tre opere al Teatro Verdi di Pisa (Il barbiere di Siviglia, Lucia di Lammermoor e Rigoletto), e fu acclamato interprete presso il Grand Théâtre des Champs-Élysées di Parigi nel ruolo di Mustafà de L'Italiana in Algeri, insieme a Conchita Supervia e Nino Ederle (Lindoro), diretti dal maestro Tullio Serafin, opera ripetuta l'anno seguente all'Opéra Garnier di Parigi (insieme a un importante Barbiere di Siviglia in cui Bettoni interpretò Don Basilio).
Il 2 agosto 1934 effettuò la prima rappresentazione radiofonica, negli Studi EIAR (Ente Italiano Audizioni Radiofoniche) di Torino dell'opera di W.A. Mozart Il ratto dal serraglio in italiano, nell'impegnativo ruolo di Osmino, con Lina Pagliughi (Costanza) e Gino Del Signore (Belmonte).
Prese parte a prime rappresentazioni assolute come nell'opera Il Dibuk di Ludovico Rocca, nel ruolo di Reb Ezriel, accanto al soprano Augusta Oltrabella, Maria Castagna, Silvio Costa Lo Giudice, diretti da Franco Ghione, per tre recite.
Fra le prime rappresentazioni più famose a cui prese parte: Los Bohemos di Amadeo Vives e Conrado del Campo y Zabaleta (Madrid, 1920), Madonna Imperia di Franco Alfano (1927), Il malato immaginario di Jacopo Napoli (Madrid, 1936), La caverna di Salamanca di Felice Lattuada (Torino, 1942).

Celebri anche gli allestimenti e le riprese de Il barbiere di Siviglia di Giovanni Paisiello, Germania di Alberto Franchetti (Venezia, 1905) con il baritono Pasquale Amato, Il Conte Ory di Rossini (Torino, 1930) nel 150º anniversario rossiniano, Fra Diavolo di Daniel Auber (Torino, 1929), e Il filosofo di campagna di Baldassare Galuppi (in occasione del Festival di Venezia del 1938).
Vanta numerosissime incisioni con la Columbia, la Deutsche Grammophon e la Victor Records.
Tra tutte è curiosa l'incisione di questi due brani, solitamente cantati da un coro, per la Columbia: n° 052391 - Hilarión Eslava: "Ecce enim" (AB 126) e n° 052392 - Hilarión Eslava: "Libera me" (AB 124).

## Repertorio
- Giuseppe Verdi
  - Ernani
  - Un ballo in maschera
  - Rigoletto
- Wolfgang Amadeus Mozart
  - Così fan tutte
  - Don Giovanni
  - Il ratto dal serraglio
- Gaetano Donizetti
  - Lucia di Lammermoor